# Sellersville
Sellersville är en kommun (borough) i Bucks County i Pennsylvania. Vid 2010 års folkräkning hade Sellersville 4 249 invånare.

## Kända personer från Sellersville
- Jamie Moyer, basebollspelare